# Ismael Íñiguez
Ismael Íñiguez González (Ocotlán, 23 luglio 1981) è un ex calciatore messicano, di ruolo centrocampista.

## Carriera

### Nazionale
Disputa con la selezione olimpica le Olimpiadi di Atene 2004.